# Phytodinales
Phytodinales es un orden de organismos unicelulares heterocontos con forma cocoide.
El orden, que también recibe la denominación de Dinococcales o Suessiales, se incluye dentro de la subclase Dinophyciceae de la clase Dinophyceae perteneciente a la superclase Dinoflagellata.
Aún no hay consenso en la clasificación de este grupo y en ocasiones va en dos órdenes separadosː
- Suessiales
  - Borghiellaceae
  - Suessiaceae
- Phytodinales
  - Phytodiniaceae